# Zagreb Film

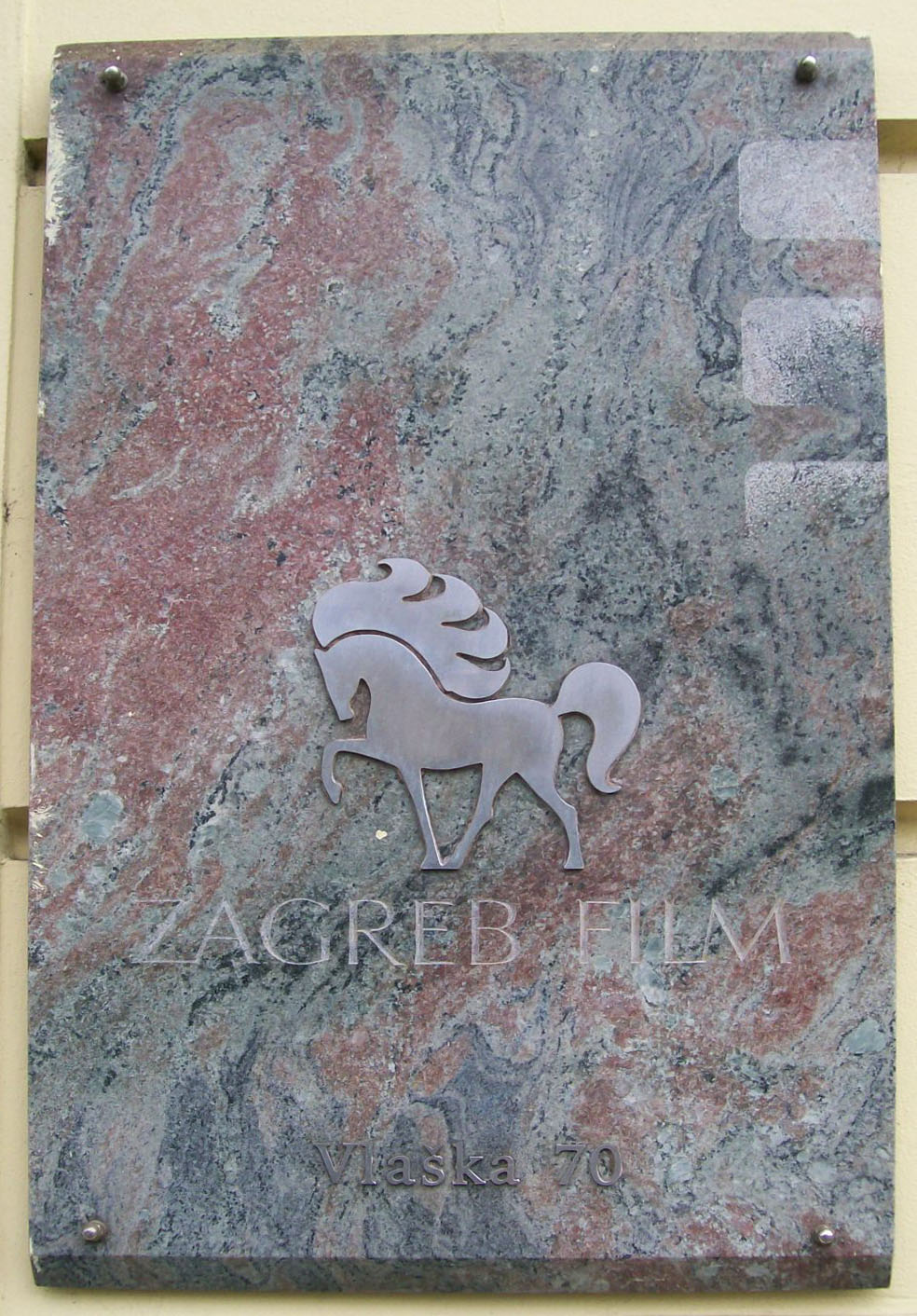
Zagreb Film

La Zagreb Film è una società croata produttrice soprattutto di film d'animazione con sede a Zagabria.
La società nasce nel 1953 e nei suoi studi ha prodotto oltre 600 cartoni animati, 14 film, circa 600 film documentari e 800 spot pubblicitari, 600 sottotitolazioni e 30.000 metri di pellicola con materiale d'archivio sulla città di Zagabria.
La società ha tre sedi: una sede con l'amministrazione e gli archivi, una sede con gli studi cinematografici e un cinema e la terza come punto vendita.
Nella sua storia la Zagreb Film ha vinto oltre 400 premi in vari festival in tutto il mondo, tra questi nel 1961 anche l'Oscar al miglior film d'animazione, con Surogat (Surrogato) di Dušan Vukotić, diventato così il primo autore non statunitense cui è stato assegnato questo premio.
La Zagreb Film ha inoltre collaborato con il critico, teorico e storico cinematografico francese Georges Sadoul che ha creato la "zagrebačka škola crtanog filma" (scuola zagabrese del film d'animazione).
I cartoni più conosciuti per i bambini sono: Inspektor maska, Profesor Baltazar (Il professor Baltazar), Mali leteći medvjedi (importati in Italia come Gli orsetti volanti) e Maxi Cat.